# Juratzkaeella
Juratzkaeella là một chi rêu trong họ Myriniaceae.